# Hiromi Suzuki
Hiromi Suzuki (jap. 鈴木 博美, Suzuki Hiromi; * 6. Dezember 1968 in Chiba) ist eine ehemalige japanische Langstreckenläuferin.
Hiromi Suzuki wurde 1995 und 1996 japanische Meisterin im 10.000-Meter-Lauf und stellte beim zweiten Titelgewinn ihre Bestzeit von 31:19,40 min auf. Bei den Leichtathletik-Weltmeisterschaften 1995 belegte sie in 31:54,01 min den achten Platz, wurde aber bei den Olympischen Spielen 1996 nur Sechzehnte.
Anfang 1996 hatte sie beim Osaka Women’s Marathon ihr Debüt auf der Marathonstrecke gegeben, wo sie auf Anhieb Zweite mit ihrer persönlichen Bestzeit von 2:26:27 h wurde. Mit einem zweiten Platz beim Nagoya-Marathon Anfang 1997 qualifizierte sie sich für die Weltmeisterschaften 1997 in Athen. Dort entwickelte sich ein Hitzerennen, in dem Suzuki nach 28 Kilometern an der Portugiesin Maria Manuela Machado vorbeizog. Hiromi Suzuki gewann in 2:29:48 h vor Machado in 2:31:12 h. 
Bei einer Körpergröße von 1,55 m betrug ihr Wettkampfgewicht 43 kg. 